# Количина елементарног наелектрисања
Количина елементарног наелектрисања, обично се означава са e је посебна количина наелектрисања једног протона, или еквивалентно, количина негативног наелектрисања које носи један електрон.  Ово је основна физичка константа. Да би се избегла конфузија у вези са ознаком e понекад се назива и „елементарна количина позитивног наелектрисања“. Измерена вредност је од око 1,602176487 (40) × 10-19 C, Кулона у Међународном систему јединица, или вредност 4,80320427 (10) × 10-10 StatC у центиметар-грам-секунд ЦГС систему (енгл. Centimetre gram second). Док у систему атомских јединица, е као јединица наелектрисања има вредност 1.